# Adrian Gomboc
Adrian Gomboc (ur. 20 stycznia 1995) – słoweński judoka, srebrny medalista Mistrzostw Europy 2017, pięciokrotny mistrz Słowenii, uczestnik Letnich Igrzysk Olimpijskich 2016.

## Osiągnięcia
- Mistrzostwa Europy
  - 2017 – 2. miejsce
- Mistrzostwa Świata juniorów
  - 2013 – 3. miejsce
- Mistrzostwa Słowenii
  - 2017 – 1. miejsce
  - 2015 – 1. miejsce
  - 2014 – 1. miejsce
  - 2013 – 1. miejsce
  - 2012 – 1. miejsce
  - 2011 – 2. miejsce
- Mistrzostwa Słowenii U23
  - 2012 – 2. miejsce
  - 2011 – 1. miejsce
- Mistrzostwa Słowenii juniorów
  - 2013 – 3. miejsce
  - 2012 – 1. miejsce
  - 2011 – 1. miejsce
  - 2010 – 2. miejsce
- Mistrzostwa Słowenii kadetów
  - 2011 – 1. miejsce
  - 2010 – 1. miejsce
  - 2009 – 1. miejsce